# Moutoa Gardens

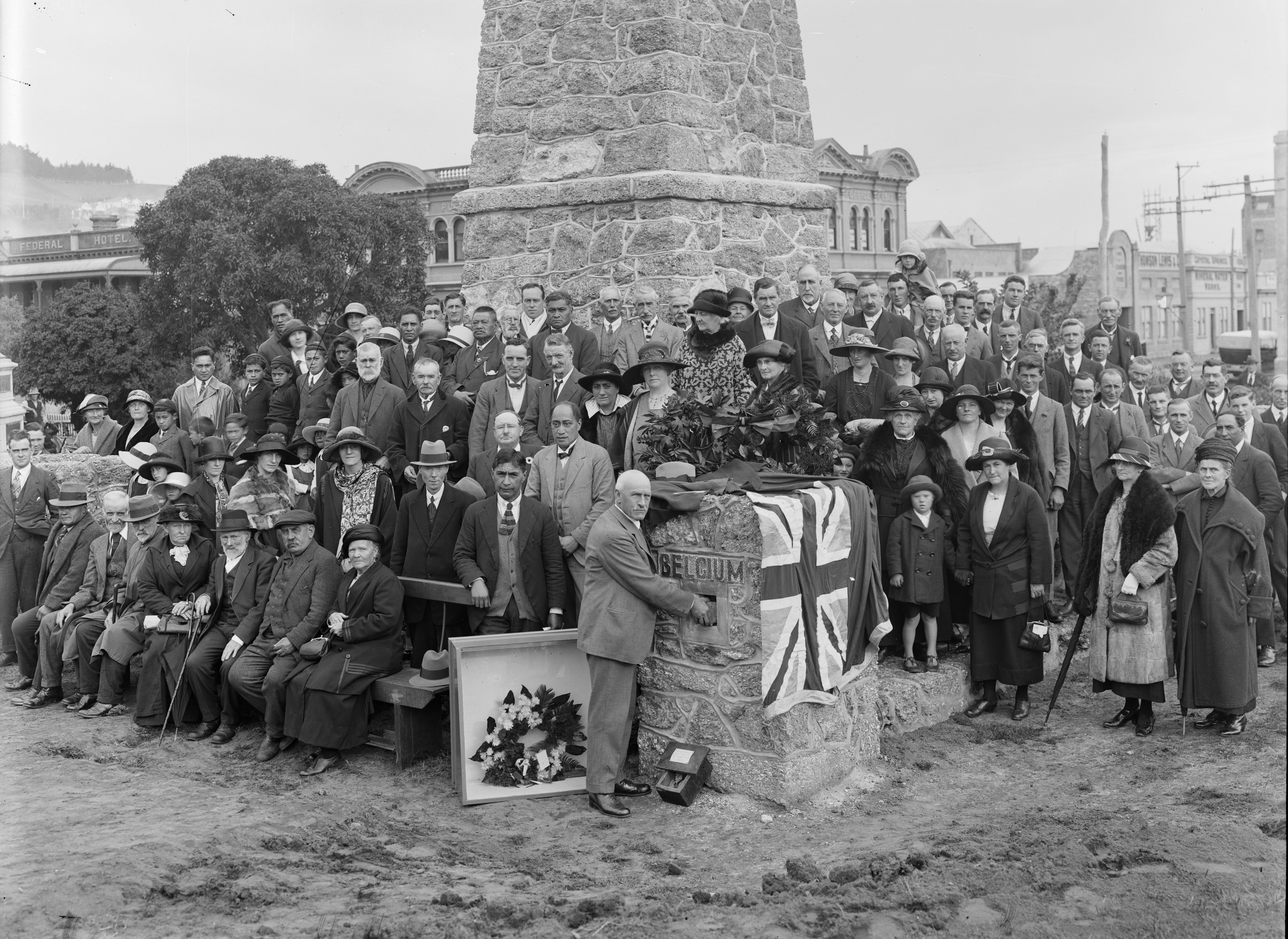
Primarul orașului Wanganui, plasând pământ de pe câmpurile de luptă din Belgia în Monumentul războiului maori din Wanganui Maori, în ziua Anzac din 1925

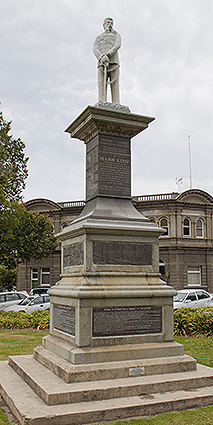
Monument onorându-l pe Te Keepa Te Rangihiwinui, (maiorul Kemp)

Moutoa Gardens, cunoscut și sub numele de Pākaitore, este un parc din orașul Wanganui, Noua Zeelandă. Numit după Bătălia de pe Insula Moutoa din cel de-al doilea război Taranaki, găzduiește un monument al bătăliei inscripționat „În amintirea eroilor care au căzut la Moutoa, la 14 mai 1864, în apărarea dreptului și a ordinii împotriva fanatismului și a barbarismului”. De asemenea, în acest parc se află o statuie a lui John Ballance, organizatorul unei trupe de cavalerie voluntare în războiul lui Titokowaru și, mai târziu, premier al Noii Zeelande.
Din punct de vedere istoric, Pākaitore a fost o așezare tradițională de pescuit timp de sute de ani și mai târziu a devenit o piață. Zona era considerată un sanctuar unde toate triburile erau egale și poliția nu putea intra. Între 1839 și 1848, New Zealand Company a achiziționat terenuri în Wanganui în numele coroanei de la oameni și triburi care ar fi putut să aibă puține pretenții sau deloc asupra acestora.
Parcul a fost ocupat timp de 79 de zile în 1995, în semn de protest față de o revendicare din Tratatul de la Waitangi, o acțiune care a împărțit orașul și națiunea și a obținut o atenție semnificativă din partea poliției. Populația iwi pretinde că site-ul era locul unde se aflase un sat maori în care se desfășura comerțul, sat lăsat populației māori în momentul vânzării Wanganui din 1848. În timpul protestului, statuia lui Ballance a fost decapitată; o statuie de-a lui Ballance care să o înlocuiască pe cea decapitată a fost comandată în 2009 și plasată în afara clădirilor Consiliului regional Wanganui.
Cel mai important monument din Moutoa Gardens îl onorează astăzi pe Te Keepa Te Rangihiwinui NZC, un comandant militar al maorilor și important aliat al forțelor guvernamentale în timpul războaielor din Noua Zeelandă. Cunoscut mai întâi sub numele de Te Rangihiwinui și mai târziu sub numele de maiorul Kemp, el a condus forțelor aliate pro-guvernamentale ale maorilor care i-au învins pe rebelii maori pe insula Moutoa. Inscripția de pe piedestal spune că monumentul a fost ridicat de oamenii din Noua Zeelandă pentru a-l onora pe „marele șef maor, soldat curajos și aliat puternic al guvernului neozeelandez”.